# Gilles Tréhin
Gilles Tréhin (1972) es un artista francés, autor y creador de la ciudad imaginaria de "Urville", vive en Cagnes-sur-Mer, cerca de Niza, en el sureste de Francia y es un savant.
Su libro, titulado también Urville, se basa en sus escritos de la historia de la ciudad ficticia, la geografía, la cultura y la economía, e incluye más de 300 dibujos de los distintos distritos de Urville, todo hecho por él.